# Dodonaea angustifolia
Dodonaea angustifolia L.f  är en kinesträdväxt som ingår i släktet Dodonaea och familjen kinesträdsväxter.
Inga underarter finns listade i Catalogue of Life.

## Habitat
Queensland

New South Wales

New Guinea (bergstrakterna)

Lord Howe-öarna

Nya Kaledonien

Tropiska Afrika

Indien

Sri Lanka

Timor

Filippinerna

Vietnam

Nya Guinea

Java

Små Sundaöarna

Sulawesi

Moluckerna

Sydöstra Egypten

Södra Iran

Oman (Dhofar, Muscat)

Dahana, Hijaz, Asir

Bhutan (ej ursprunglig)

Queensland
New South Wales
Nya Guinea
Nya Kaledonien
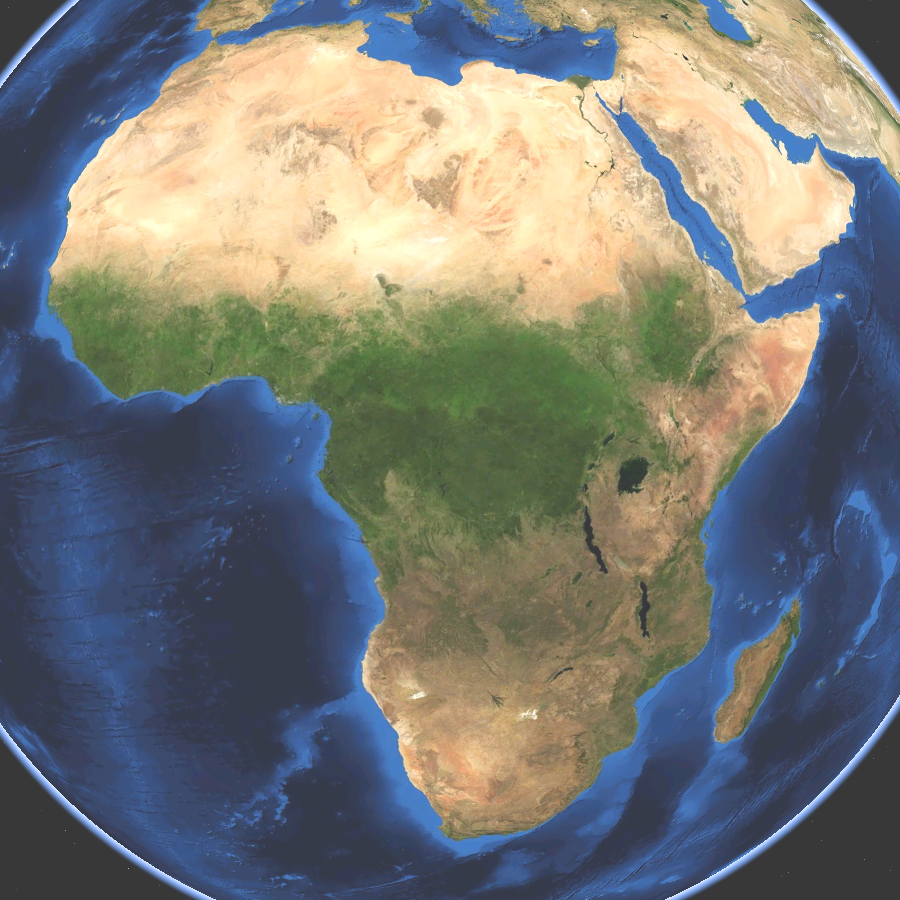
Det gröna är Afrikas tropiska område
Indien
Sri Lanka
Filippinerna
Vietnam
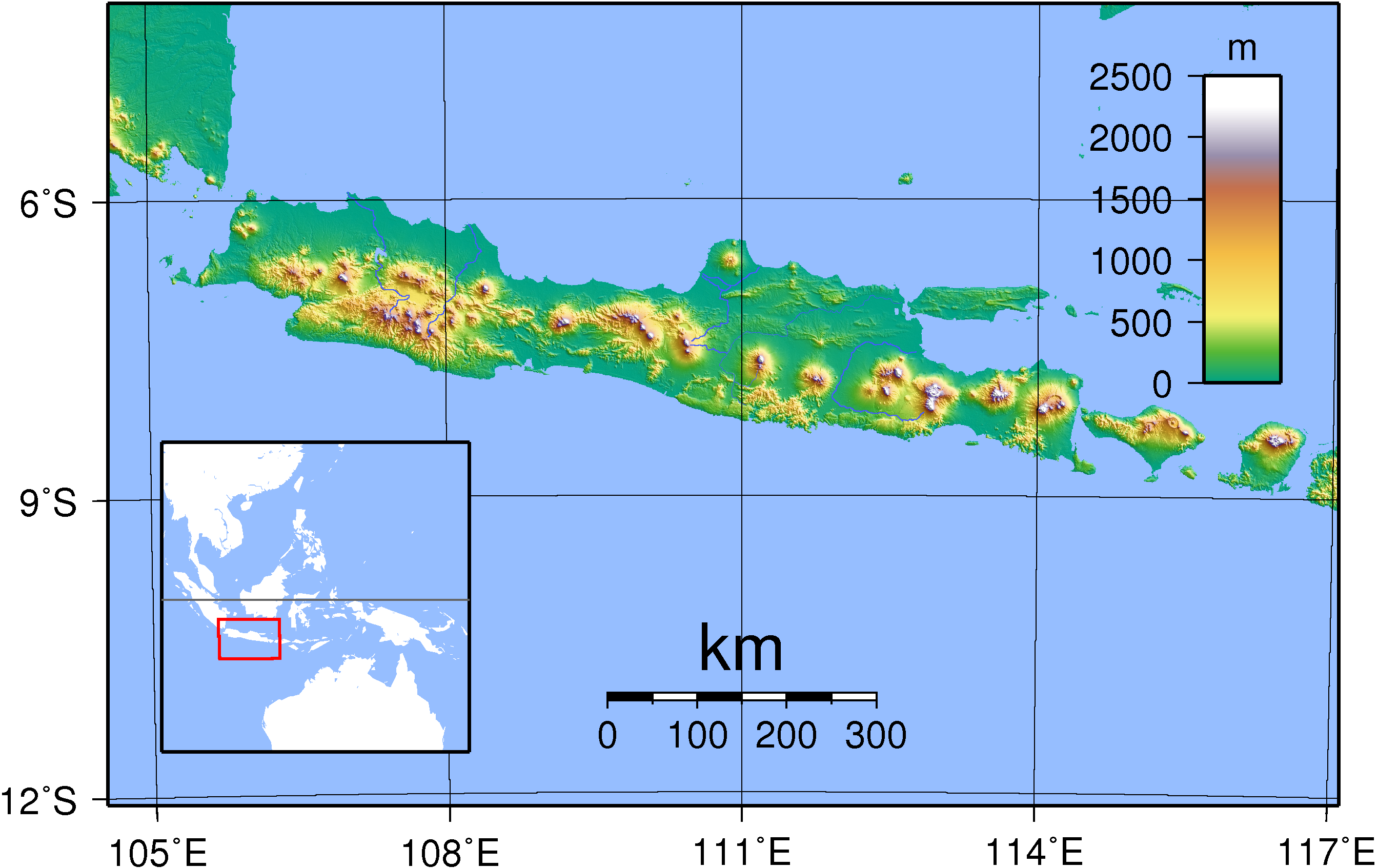
Java
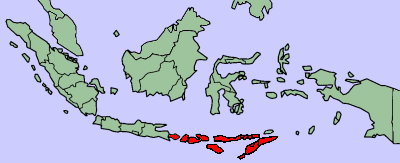
Små Sundaöarna
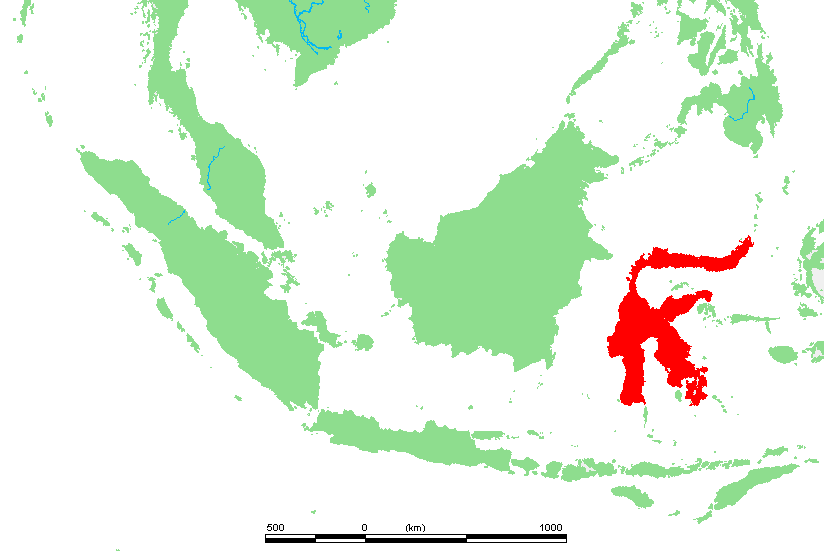
Sulawesi
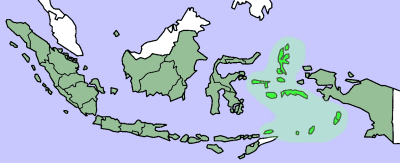
Moluckerna (Det ljusgröna området)
Egypten
Iran
Dhofar (Del av Oman)
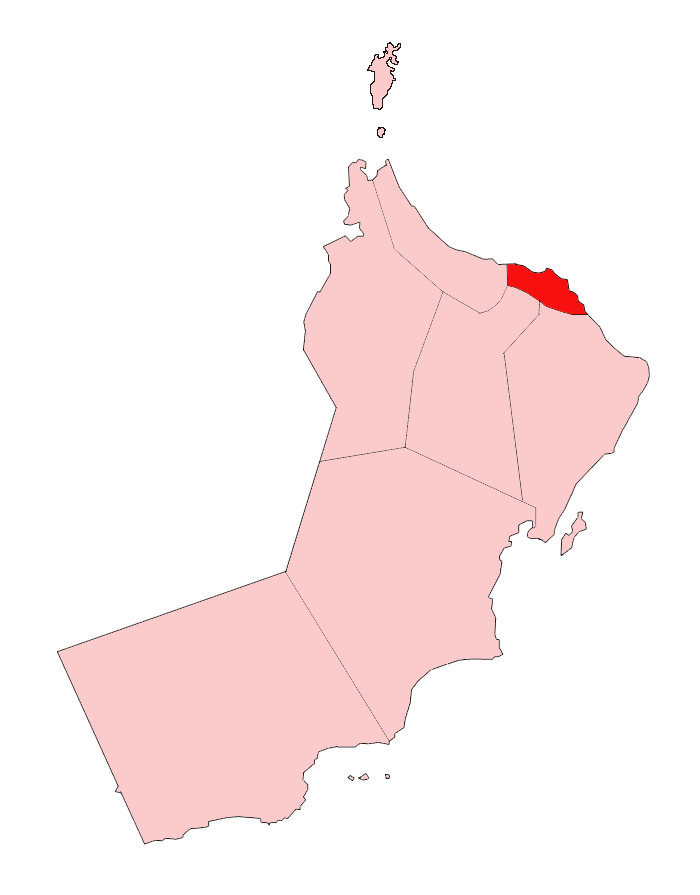
Muskat (Del av Oman)
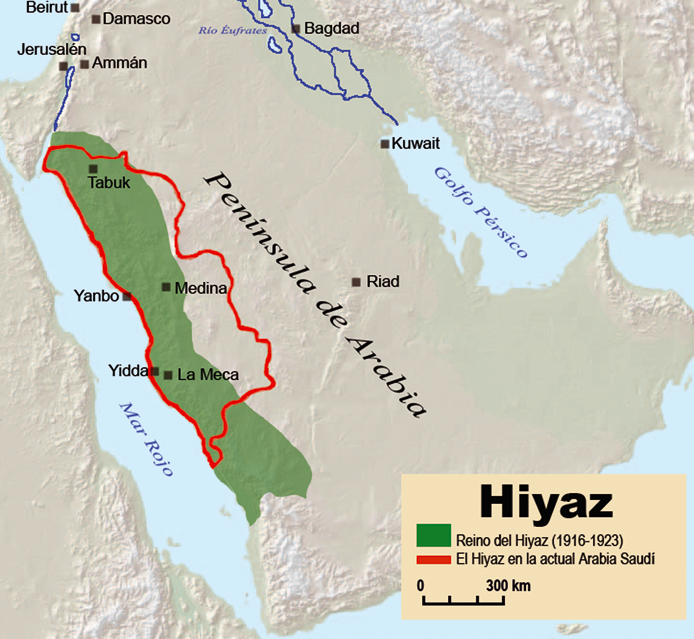
Hijaz
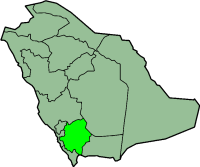
Asir
Jemen
Bhutan